# Щурова (річка)
Щурова (рос. Р. Щурова; река Щурова) — річка в Україні у Покровському й Великоновосілківському районах Донецької області. Права притока річки Вовчої (басейн Дніпра).

## Опис
Довжина річки приблизно 12,61 км, найкоротша відстань між витоком і гирлом — 8,69  км, коефіцієнт звивистості річки — 1,45 . Формується багатьма балками та загатами.

## Розташування
Бере початок на південно-західній околиці села Новодмитрівка. Тече переважно на південний захід через село Сонцівку і на південно-східній околиці села Шевченко впадає у річку Вовчу, ліву притоку Самари.
Населені пункти вздовж берегової смуги: Зоря, Слов'янка.

## Притоки
- Балка Солона (ліва).

## Цікаві факти
- У XX столітті на річці існували водокачки та багато газових свердловин[4].